# 劉維漢
劉維漢，贵州銅仁人，清朝政治人物，同進士出身。
康熙五十四年（1715年）乙未科進士，三甲一百四十五名，官知縣。